# 令狐潮
令狐 潮（れいこ ちょう、生没年不詳）は、中国の唐代の官僚・軍人。安史の乱において、唐側から安禄山に与し、張巡と交戦した。

## 経歴
河朔地方の出身。隣の里の客となっていた高尚（後の安禄山の参謀）と親しくしていた。また、張巡とも旧知の仲であった。
至徳元載（756年）、安史の乱が勃発し、雍丘県令であった令狐潮は、雍丘ごと降伏しようとした。そのため、城外にでて、襄邑で自分の救援に来た唐軍の淮陽の兵を破る。さらに、雍丘にて自分に服従しなかった民や官吏、捕らえた淮陽の兵100名余を斬り殺そうと考えていた。しかし、彼らが城門を開け、雍丘を攻めに来ていた張巡と賈賁を雍丘に迎え入れてしまう。結局、城外に安禄山の軍を出迎えていた令狐潮は閉め出され、妻子は、張巡と賈賁によって磔にされる。
令狐潮は、安禄山の将の李廷望・李懐仙・楊朝宗・謝元同とともに、4万人で雍丘を攻め、賈賁を戦死させる。しかし、張巡の激しい抵抗にあい、数百戦の末に敗走した。令狐潮は、旧知であった張巡に降伏を勧告するが、張巡は拒絶して降伏を求めていた自軍の大将6名を殺してしまう。
張巡の抵抗は続き、兵糧を奪われた上で、残りを焼かれたり、策によって、矢を奪われた上奇襲を受けることはあったが、令狐潮は包囲を緩めることはなかった。この頃、張巡の偏将の雷万春が城壁の上にいるところに語りかけ、伏させた弩を放ち、雷万春を負傷させ、再度の降伏勧告を行うが、この時も張巡に拒絶された。李廷望が張巡によって敗退した後、再度、安禄山の将の瞿伯玉・王福徳らとともに雍丘を攻めるが、何度も敗走させられる。その一方で、令狐潮は、雍丘の北に城塁を築いて杞州を置き、雍丘への補給路を断ってしまう。その後も、雍丘の包囲は数カ月にわたった。
しかし、張巡の城の放棄を条件として降伏する提案に欺かれ、軍を退いている間に、城の備えを固められてしまう。馬を奪われ、陣が固められる前に攻撃を受けて敗走し、陳留に退却する。降伏を勧告する使者を張巡に送るが、使者は張巡によって殺されてしまう。最終的に、令狐潮の雍丘への攻撃は、2月から12月までの約11カ月に及んだ。
同年12月に、楊朝宗が寧陵を攻撃し、雍丘の背後を断とうとした。そのため、張巡は雍丘を放棄し、睢陽で許遠・姚誾と合流した上で、寧陵にて、南霽雲・雷万春らとともに楊朝宗を敗走させた。それからの令狐潮の動向は不明である。

## 李廷望
『資治通鑑』によると、元々、節度使であった安禄山の元でその爪牙として知られていた。天宝14載（755年）、安禄山に従い、安史の乱に加わる。陳留を陥落させた時には攻撃に加わり、唐の河南節度使の張介然が安禄山に処刑された後、代わりの節度使に任じられ、陳留をおさえた。
その後、至徳元載（756年）、汴州を占領し、尚衡・南霽雲率いる唐軍と交戦している。それと前後して、令狐潮とともに雍丘攻略に加わり、数カ月にわたって包囲する。雍丘の北部にある襄邑・寧陵を攻撃しようとしたが、城外にでてきた張巡と雷万春と戦い、敗走する。それからの動向は不明である。

## 伝記資料
- 『旧唐書』
- 『新唐書』
- 『資治通鑑』